# Strongylosoma dubium
Strongylosoma dubium är en mångfotingart som beskrevs av Koch 1867. Strongylosoma dubium ingår i släktet Strongylosoma och familjen orangeridubbelfotingar. Inga underarter finns listade i Catalogue of Life.